# 瓦勒埃贝尔桑
瓦勒埃贝尔桑（法語：Vahl-Ebersing，法語發音：[val ebɛʁsɛ̃]；洛林法兰克语：Ebersinge）是法国摩泽尔省的一个市镇，属于福尔巴克-布莱摩泽尔区。

## 地理
瓦勒埃贝尔桑（49°2'59"N, 6°45'12"E）面积6.29 平方千米，位于法国大東部大區摩泽尔省，该省份为法国东北部内陆省份，是洛林的一部分，西南接默尔特-摩泽尔省，东临下莱茵省，北与卢森堡和德国接壤。
与瓦勒埃贝尔桑接壤的市镇（或旧市镇、城区）包括：阿尔特维莱尔、比丹、福尔什维莱尔、拉尚布尔、拉南、莱兰、利克桑-莱圣阿沃尔德。

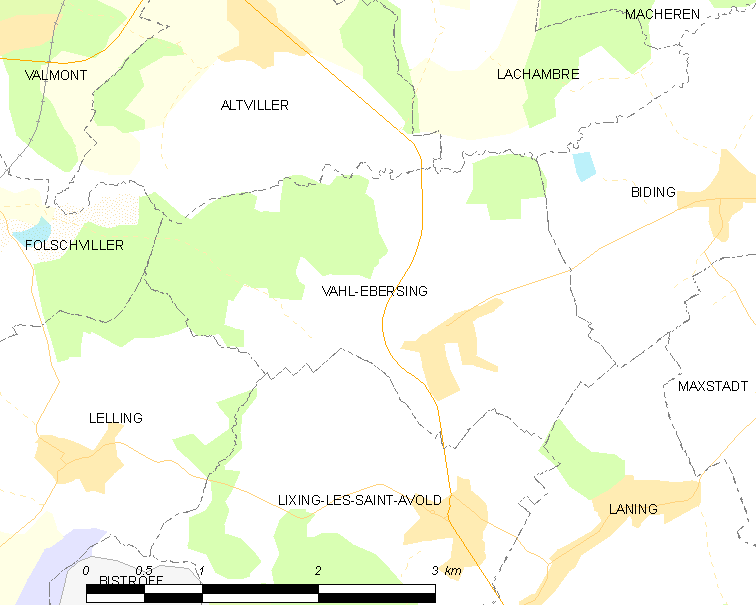
瓦勒埃贝尔桑的OSM定位图

瓦勒埃贝尔桑的时区为UTC+01:00、UTC+02:00（夏令时）。

## 行政
瓦勒埃贝尔桑的邮政编码为57660，INSEE市镇编码为57684。

## 政治
瓦勒埃贝尔桑所属的省级选区为萨拉尔布县。

## 人口

1962-2008年间瓦勒埃贝尔桑人口变化图示

瓦勒埃贝尔桑于2022年1月1日时的人口数量为497人。